# Michael Villella
Michael Pasquale Villella (* 8. April 1940 in Dearborn, Michigan; † 23. November 2024 in Los Angeles, Kalifornien) war ein US-amerikanischer Schauspieler italienischer Abstammung. Bekanntheit erlangte er insbesondere durch die Verkörperung des Serienmörders Russ Thorn in Amy Holden Jones’ Horrorfilm The Slumber Party Massacre aus dem Jahr 1982.

## Leben
Villella wurde 1940 in Dearborn im US-Bundesstaat Michigan geboren. Nach seinem Abschluss an der Fordson High School studierte er Schauspiel unter Lee Strasberg und Stella Adler am Lee Strasberg Theatre and Film Institute und arbeitete auch als Hair Stylist in Hollywood; über seine Kindheit ist wenig öffentlich bekannt.
Er lebte zuletzt in Los Angeles, besuchte aber seit 1972 regelmäßig Conflenti in Italien, die Heimatstadt seiner Familie mütterlicherseits in Kalabrien.
Villella starb im Alter von 84 Jahren im Hospiz des Cedars-Sinai Medical Center an einem Multiorganversagen. Er hinterließ eine Ex-Ehefrau und seine Tochter Chloe. Diese würdigte ihn in einem Nachruf als „engagierten Vater und Künstler“ und auf dessen offiziellem Facebook-Account mit den Worten: „Michael Pasquale Villella hat diese Welt verlassen, möge er in Frieden ruhen. Möge Gott Michael mit offenen Armen empfangen und ihn in den Himmel bringen.“

## Karriere
Der Charakterdarsteller wirkte über die Jahre in zahlreichen Bühnenproduktionen mit und spielte klassisches Theater, beispielsweise bei The Group at Strasberg in Hollywood.
Seine Karriere vor der Kamera begann erst spät Anfang der 1980er-Jahre. Mit der Darstellung des Mörders Russ Thorn im Film The Slumber Party Massacre der Drehbuchautorinnen Amy Holden Jones und Rita Mae Brown hatte er seinen Durchbruch. 2019 wurde von NECA eine Actionfigur nach dem von Villella verkörperten Thorn auf den Markt gebracht.
Villellas Rolle gilt als ikonisch für das Genre des Slasher-Films. Obwohl der Film als eine Parodie auf Filme des Genres gedacht war, wurde er schließlich zu einem klassischen Horrorfilm. Von Kritikern gemischt bewertet erlangte er Kultstatus: zwei direkte Fortsetzungen, die 1987 und 1990 veröffentlicht wurden, und ein Reboot-Film aus dem Jahr 2021 folgten. Der Film inspirierte auch zwei Spin-off-Filmreihen: die „Sorority House Massacre“-Trilogie und die „Cheerleader Massacre“-Filme. Villella hatte 1990 eine kleine Cameo-Rolle in Sorority House Massacre II und war im Jahr 2010 in der Dokumentation Sleepless Nights: Revisiting the Slumber Party Massacres zu sehen.
Nach seiner Rolle in The Slumber Party Massacre wurde er oft typbesetzt. So war er 1983 in Hörig (engl. Love Letters) mit Jamie Lee Curtis zu sehen, 1989 in dem Erotikthriller Wilde Orchidee als Elliot Costa an der Seite von Mickey Rourke und Carré Otis sowie dessen Fortsetzung Wilde Orchidee: Two Shades of Blue aus dem Jahr 1991.
Er hatte zudem Auftritte in Fernsehserien wie Unglaubliche Geschichten, Getting Away with Murder und im Fernsehfilm Tote Engel lügen nicht mit Tommy Lee Jones. Letzte Auftritte vor der Kamera hatte er in den Kurzfilmen The White Room (2008) und Audition (2011) von Absolventen des Lee Strasberg Institutes.
Im deutschen Sprachraum wurde Villella unter anderem von Hartmut Neugebauer, Hans Nitschke und Hans-Jürgen Wolf synchronisiert.

## Filmografie (Auswahl)
- 1982: The Slumber Party Massacre (Alternativtitel: Slumber Party Murders)
- 1983: Hörig (Love Letters)
- 1987: Unglaubliche Geschichten (Amazing Stories, Fernsehserie, Folge 2x14)
- 1988: Tote Engel lügen nicht (Gotham, Fernsehfilm)
- 1989: Wilde Orchidee (Wild Orchid)
- 1990: Sorority House Massacre II
- 1991: Wilde Orchidee 2 (Wild Orchid II: Two Shades of Blue)
- 2007: Getting Away with Murder (Fernsehserie, Folge 1x01)
- 2008: The White Room (Kurzfilm)
- 2010: Sleepless Nights: Revisiting the Slumber Party Massacres (Dokumentarfilm)
- 2011: Audition (Kurzfilm)